# Liste der gegen das sozialistische Jugoslawien gerichteten Exilorganisationen
Dies ist eine Liste der Organisationen von Emigranten, die aus dem Exil gegen den sozialistischen Staat Jugoslawien (1945–1991) agierten und/oder von den jugoslawischen Staats- und Sicherheitsorganen der feindlichen „jugoslawischen politischen Emigration“ (jugoslovenska politička emigracija) zugerechnet wurden.
Die überwiegende Zahl der Exilorganisationen bestand längstens bis zum Zerfall Jugoslawiens; einige bestehen darüber hinaus bis zum heutigen Tag.

## Serbische Exilorganisationen
- Jugoslovenski narodni pokret – Zbor (Jugoslawische Nationalbewegung – Zbor)
- Organizacija srpskih četnika Ravna Gora (Organisation serbischer Tschetniks Ravna Gora), OSČ
- Pravoslavna crkva u inostranstvu – dionisijevci (Orthodoxe Kirche im Ausland – Dionysius-Anhänger)
- Savez demokrata i socijalista Jugoslavije – Oslobođenje (Bund der Demokraten und Sozialisten Jugoslawiens – Befreiung)
- Srpska narodna odbrana (Serbische Volksverteidigung), SNO
- Srpski kulturni klub Sveti Sava (Serbischer Kulturklub Heiliger Sava), SKK
- Srpski nacionalni odbor (Serbisches Nationalkomitee), SNO
- Srpski omladinski pokret (Serbische Jugendbewegung), SOPO
- Udruženje boraca kraljevske jugoslovenske vojske Draža Mihailović (Verband der Kämpfer der königlich-jugoslawischen Armee Draža Mihailović), UBKJV

## Kroatische Exilorganisationen
- Gemeinschaft zur Forschung kroatischer Fragen e. V., siehe Kroatische Berichte
- Hrvatska republikanska stranka, HRS
- Hrvatski demokratski odbor (Kroatischer Demokratischer Ausschuss), HDO
- Hrvatski državotvorni pokret (Kroatische staatsbildende Bewegung), HDP
- Hrvatski kršćanski demokratski preporod, HKDP
- Hrvatski narodni odbor (Kroatisches Nationalkomitee), HNO
- Hrvatski narodni otpor (Kroatischer Volkswiderstand), HNO
- Hrvatski oslobodilački pokret (Kroatische Befreiungsbewegung), HOP
- Hrvatsko narodno vijeće (Kroatischer Nationalrat), HNV
- Hrvatsko revolucionarno bratstvo (Kroatische Revolutionäre Bruderschaft), HRB
- Kroatische Kreuzerbruderschaft e. V. (Hrvatsko križarsko bratstvo, HKB)
- Počasni Bleiburški vod (Bleiburger Ehrenzug), PBV
- Tajne Revolucionarne Ustaške Postrojbe, TRUP
- The Croatian Academy of America[1] (kroatisch Hrvatska akademija u Americi, Kroatische Akademie in Amerika)
- Ujedinjenih Hrvata (Vereinigte Kroaten [in Deutschland]), UH[Nj]

## Slowenische Exilorganisationen
(Quelle: )
- Slovenska kršćansko-demokratska stranka, SDK
- Narodni odbor za Sloveniju, NOS

Insgesamt vier Organisationen (benannt bei Đorđević, siehe Literatur).

## Albanische Exilorganisationen
- Balli Agrar
- Balli Kombëtar
- Legalitet
- Savez Kosovara
- Mindestens eine weitere Organisationen (benannt bei Đorđević, siehe Literatur).

## Mazedonische Exilorganisationen
(Quelle: )
- Macedonian Patriotic Organization, kurz MPO
- Dviženje za osloboduvanje i obedinuvanje na Makedonija, DOOM

## Pro-sowjetische und jugoslawische Exilorganisationen
Mindestens zwei Organisationen (benannt bei Đorđević, siehe Literatur).

### Allgemeine Übersichten über die Exilorganisationen
- Brigitte Le Normand: Yugoslavia. In: Anna Mazurkiewicz (Hrsg.): East Central European Migrations During the Cold War : A Handbook. de Gruyter, Berlin/Boston 2019, S. 368–395.
- Petar Dragišić: Ko je pucao u Jugoslaviju? Jugoslovenska politička emigracija na zapadu, 1968–1980. Belgrad 2019 (serbisch).
- Christopher A. Molnar: Memory, Politics, and Yugoslav Migrations to Postwar Germany. Bloomington, 2019 (englisch).

### Kroatische Exilorganisationen
- Matthias Thaden: Migration und Innere Sicherheit: Kroatische Exilgruppen in der Bundesrepublik Deutschland 1945–1980. de Gruyter, Oldenbourg 2022, ISBN 978-3-11-077400-9.
- Matthias Thaden: Radikal und transnational: Politische Gewalt von Exilkroaten in der Bundesrepublik Deutschland in den 1960er-Jahren. In: Über Grenzen hinweg : Transnationale politische Gewalt im 20. Jahrhundert. 2. aktualisierte Auflage. Campus Verlag, 2022, ISBN 978-3-593-45201-2, S. 205–229.
- Mate Nikola Tokić: Croatian Radical Separatism and Diaspora Terrorism During the Cold War (= Central European Studies). Purdue University Press, West Lafayette 2020, ISBN 978-1-55753-891-8 (englisch).
- Valentina Perušina: HRVATSKA POLITIČKA EMIGRACIJA – SIGURNOSNA PRIJETNJA SOCIJALISTIČKOJ JUGOSLAVIJI. In: Polemos. Band 22, Nr. 44/45, Dezember 2019, S. 13–37 (kroatisch, ebscohost.com).
- Mario Jareb: Hrvatska politička emigracija od 1928. do 1990. godine. In: Ljubomir Andrić (Hrsg.): Hrvatska politika u XX. stoljeću: Zbornik Partisan radova sa znanstvenog skupa održanog u paliči Matice hrvatske od 27. do 29. travnja 2004. Matica hrvatska, Zagreb 2006, S. 307–336.
- Mate Nikola Tokić: Diaspora Politics and Transnational Terrorism: An Historical Case Study. Hrsg.: European University Institute – Robert Schuman Centre for Advanced Studies. August 2009, ISSN 1028-3625 (eui.eu [PDF]).
- Bože Vukušić: Tajni rat Udbe protiv hrvatskoga iseljeništva. 3. vermehrte Auflage. Zagreb 2001, ISBN 953-97963-2-6 (hrvkrizniput.com [PDF] zu einzelnen kroatischen Organisationen).

### Jugoslawische Quellen (quellenkritisch zu betrachten)
- Milenko Doder: Jugoslavenska neprijateljska emigracija [Die jugoslawische feindliche Emigration] (= Anatomija zavjere. Band 6). Centar za informacije i publicitet, Zagreb 1989, ISBN 978-86-7125-050-4.
- Obren Ž. Đorđević: Osnovi državne bezbednosti [Grundlagen der Staatssicherheit]. 3. Auflage. Viša škola unutrašnjih poslova, Beograd 1987. Zitiert nach Marko Lopušina: Ubij bližnjeg svog [Töte deinen Nachbarn]. Agencija TEA Books, 2014, ISBN 978-86-6329-139-3.